# Піщаний Брід (Олександрійський район)
Піща́ний Брід — село в Україні, в Олександрійській міській громаді Олександрійського району Кіровоградської області. Населення становить 283 осіб.

## Населення
Згідно з переписом УРСР 1989 року чисельність наявного населення села становила 309 осіб, з яких 120 чоловіків та 189 жінок.
За переписом населення України 2001 року в селі мешкали 283 особи.

### Мова
Розподіл населення за рідною мовою за даними перепису 2001 року:
| Мова       | Відсоток |
| ---------- | -------- |
| українська | 98,59 %  |
| російська  | 1,41 %   |

## Відомі люди
Уродженцем села є Герой Радянського Союзу І. А. Чередниченко (1910—1945).